# El Rancho Grande
 El Rancho Grande  is een verhaal uit de Belgische stripreeks Piet Pienter en Bert Bibber van Pom.

## Eerste versie
De oudste versie van dit verhaal verscheen voor het eerst in Het Handelsblad van 30 juli 1953 tot 2 januari 1954.

### Personages
- Piet Pienter
- Bert Bibber
- Susan
- Pino Cabello
- Don Vicente-Pablo-Rodrigo-Unesco Frica-Del-Prima
- Kale Jim

### Albumversies
El Rancho Grande verscheen in 2013 bij Uitgeverij 't Mannekesblad in zeer beperkte oplage. In 2017 gaf diezelfde uitgeverij het album voor het eerst op een volwaardige manier uit.

## Tweede versie
De nieuwste versie van dit verhaal verscheen voor het eerst in Gazet Van Antwerpen van 31 mei 1957 tot 5 oktober 1957 en als nummer 7 in de reeks bij De Vlijt.

### Personages
- Piet Pienter
- Bert Bibber
- Susan
- Piño Cabello
- Don Vicente-Pablo-Rodrigo-Unesco Frica-Del-Prima
- Kale Jim

### Albumversies
El Rancho Grande verscheen in 1957 als album 7 bij uitgeverij De Vlijt. In 1998 gaf uitgeverij De Standaard het album opnieuw uit.